# Млади револвераши 2
Млади револвераши 2 (енгл. Young Guns II) је вестерн филм из 1990. који је режирао Џеф Мерфи. Главне улоге играју: Емилио Естевез, Кифер Садерланд, Лу Дајмонд Филипс, Кристијан Слејтер и Вилијам Питерсен.

## Радња
Нови Мексико, 1950. Младог адвоката на интимни разговор у пустом месту позива оронули стари каубој који му категорично каже да је он тамо најлегендарнији револвераш, Вилијам Бони, познат и као Били „Клинац“ („Били Кид“), за чијом се бандом трагало пре 70 година због бројних злочина. Неповерљиви адвокат мора да слуша признање наводног преваранта, с муком да разазна шта је у њему истина, а шта грозничави делиријум сумњивог скитнице који стоји једном ногом у гробу...
Округ Линколн, 1880. Савезне власти, које представља одлучни гувернер Лу Волас, истражујући догађаје локалног рата на фармама, успевају да прво ухапсе Чавеса и „Дока“ Скарлока, а потом и самог Билија намаме у замку. У разговору са злочинцем, генерал му обећава помиловање у замену за сведочење против корумпираних функционера. Упркос томе што је лукави гувернер прекршио своју реч, одлучни и лукави Били не само да успева да побегне из суднице у Линколну, већ и да ослободи своје другове.
Бивши „регулатори” се поново крију на јужној граници, стичу два нова партнера и планирају будући живот у Мексику коме је потребан новац. Након што пропадне њихов покушај да наплате дугове од партнера њиховог покојног власника, богатог сточара Џона Чисама, овај прелази на страну власти, саветујући гувернера да именује бившег партнера Билија Пета Герета, искусног стрелца, али амбициозног и амбициозна особа, као шериф. Након што је изговорио сакраменталну фразу „потребан је још један лопов да би ухватио лопова“, Чисам обећава Герету позамашну награду од 1.000 долара.
Добивши подршку локалних „ловаца на главе“ и заборављајући на пријатељство са „регулаторима“, непринципијелни Герет методично прогања своје бивше партнере, уништавајући једног по једног. Коначно, у једном од мексичких села, сустиже неухватљивог Вилијама Бонија, познатог као Били „Кид“. Одвија се психолошки дуел између два противника, у којем ниједна страна нема предности, осим што је Били, престижен, ненаоружан. Међутим, следећи пуцањ из Геретовог револвера није пропраћен снимком погибије славног револвераша, који је једноставно сахрањен у затвореном ковчегу.
Последњи кадрови не дозвољавају да се Билија са сигурношћу препозна као убијеног, остављајући терен за даље расуђивање и народне легенде...

## Улоге
| Глумац            | Улога                     |
| ----------------- | ------------------------- |
| Емилио Естевез    | Били Кид                  |
| Кифер Садерланд   | Џозаја Гордон Док Скарлок |
| Лу Дајмонд Филипс | Хосе Чавез и Чавез        |
| Кристијан Слејтер | Арканзас Дејв Радабо      |
| Балтазар Гети     | Том О'Фолијард            |
| Вилијам Питерсен  | Пет Гарет                 |
| Виго Мортенсен    | Џон В. По                 |
| Алан Рак          | Хенри Вилијам Френч       |
| Џејмс Коберн      | Џон Чисум                 |
| Р. Д. Кол         | Д. А. Рајнерсон           |
| Лион Рипи         | Роберт Боб Олинџер        |
| Трејси Волтер     | Бивер Смит                |
| Џени Рајт         | Џејн Грејтхаус            |
| Скот Вилсон       | гувернер Ли Волас         |
| Ричард Шиф        | непријатни човек          |
| Џинџер Лин        | грлица                    |

## Зарада
- Зарада у САД - 44.143.410 $